# Evan Eschmeyer
Evan Bruce Eschmeyer  (nacido el 30 de mayo de 1975 en New Knoxville, Ohio) es un exjugador de baloncesto estadounidense que jugó cuatro temporadas en la NBA. Con 2,11 metros de estatura, lo hacía en la posición de pívot.

## Trayectoria deportiva

### Universidad
Tras pasarse dos años lesionado, Eschmeyer jugó cuatro temporadas en los Wildcats de la Universidad de Northwestern, donde en su última temporada fue incluido en el segundo equipo del All-American tras promediar 19.6 puntos, 10.1 rebotes y 2.6 asistencias por partido. Un año antes firmó la mejor temporada de su carrera universitaria con 21.7 puntos y 10.7 rebotes. Eschmeyer es el único jugador en la historia de la universidad en formar parte del mejor quinteto de la Big Ten Conference durante tres temporadas.

### Profesional
Fue seleccionado en la 34.ª posición del Draft de la NBA de 1999 por New Jersey Nets, donde militó dos campañas. En su segundo y último año en los Nets, Eschmeyer fue titular en 51 de los 74 partidos que disputó y promedió 3.4 puntos y 3.1 rebotes en 18 minutos de juego. El 25 de agosto de 2001 firmó como agente libre con Dallas Mavericks. En el equipo texano solamente pudo disputar 48 partidos en dos años debido a sus continuas lesiones. 
En agosto de 2003 entró en un intercambio que le enviaba a Golden State Warriors, con quienes no llegó a debutar, y poco más de un año después regresó a los Mavericks mediante un traspaso. El 23 de octubre de 2004, con 29 años de edad, Eschmeyer anunció su retirada del baloncesto profesional a causa de sus persistentes problemas de rodilla.

## Estadísticas de su carrera en la NBA

### Temporada regular
| Temporada | Edad | Equipo           | Liga | P   | TIT | MIN  | TC  | TCA | %TC  | 3P  | 3PA | %3P | TL  | TLA | %TL  | R.OF. | R.DEF. | REB | ASIS | ROB | TAP | PER | FP  | PTS |
| 1999-2000 | 24   | New Jersey Nets  | NBA  | 31  | 5   | 12.0 | 1.2 | 2.3 | .528 | 0.0 | 0.0 |     | 0.5 | 1.0 | .500 | 1.3   | 2.2    | 3.5 | 0.7  | 0.3 | 0.7 | 0.7 | 2.7 | 2.9 |
| 2000-01   | 25   | New Jersey Nets  | NBA  | 74  | 51  | 18.0 | 1.2 | 2.7 | .460 | 0.0 | 0.0 |     | 0.9 | 1.4 | .657 | 1.8   | 3.1    | 4.9 | 0.5  | 0.6 | 0.8 | 0.7 | 3.0 | 3.4 |
| 2001-02   | 26   | Dallas Mavericks | NBA  | 31  | 6   | 9.6  | 0.7 | 1.6 | .420 | 0.0 | 0.0 |     | 0.6 | 1.1 | .606 | 1.1   | 2.0    | 3.2 | 0.3  | 0.3 | 0.3 | 0.5 | 1.9 | 2.0 |
| 2002-03   | 27   | Dallas Mavericks | NBA  | 17  | 3   | 7.9  | 0.4 | 1.1 | .368 | 0.0 | 0.0 |     | 0.2 | 0.2 | .750 | 0.6   | 1.1    | 1.7 | 0.4  | 0.6 | 0.4 | 0.4 | 2.1 | 1.0 |
| Total     |      |                  | NBA  | 153 | 65  | 14.0 | 1.0 | 2.2 | .463 | 0.0 | 0.0 |     | 0.7 | 1.1 | .621 | 1.4   | 2.5    | 3.9 | 0.5  | 0.5 | 0.6 | 0.6 | 2.6 | 2.8 |

### Playoffs
| Temporada | Edad | Equipo           | Liga | P | MIN | TCA | TC | 3PA | 3P | TLA | TL | R.OF. | REB | ASIS | ROB | TAP | PER | FP | PTS | %TC  | %3P | %FT | MIN | PTS | REB | AST |
| 2001-02   | 26   | Dallas Mavericks | NBA  | 3 | 8   | 0   | 1  | 0   | 0  | 0   | 0  | 1     | 2   | 1    | 0   | 1   | 0   | 2  | 0   | .000 |     |     | 2.7 | 0.0 | 0.7 | 0.3 |
| 2002-03   | 27   | Dallas Mavericks | NBA  | 5 | 32  | 3   | 6  | 0   | 0  | 0   | 0  | 2     | 5   | 2    | 3   | 1   | 0   | 8  | 6   | .500 |     |     | 6.4 | 1.2 | 1.0 | 0.4 |
| Total     |      |                  | NBA  | 8 | 40  | 3   | 7  | 0   | 0  | 0   | 0  | 3     | 7   | 3    | 3   | 2   | 0   | 10 | 6   | .429 |     |     | 5.0 | 0.8 | 0.9 | 0.4 |